# Бауман, Фридерик
Фридерик Бауман (пол. Fryderyk Baumann, 1765/1770, Митава — 1845, Пшеворск) — архитектор и скульптор-декоратор в период классицизма и романтизма.

## Биография
Образование получил в Варшаве и Берлине. Работал в Ланьцуте вместе с сыном Антони Бауманом (1809—1895), который был мастером-штукатуром. Проектировал вместе с Христианом Петером Айгнером интерьеры Ланьцутского замка, а именно бальную залу (1800), оранжерею (1798—1802) и большую классическую столовую (1802—1805).
В 1817 году перебрался во Львов, где остался на постоянное место жительства. Построил для себя дом на Лычакове. Совершил реставрацию на площади Рынок дворца Корнякта (1793) и дома Бертановичевских (1840-е). По его проектам были перестроены дворец Холоневских (1818—1820), дворец Уленецких (1820—1830-е годы, а именно Белый зал, Жёлтый кабинет и Красный покой), дворец Семенских (1849), Дворец Целецких и Дворец Миров. Спроектировал фасады дворца Уруских в селе Верхняя Белка (1820), усадебного дома в селе Йосиповка у Олеско. Сделал отделку фасада дома № 12 на ул. Шевской (ок. 1817—1826). Был архитектором дома № 20 на ул. Коперника (1820-е). Выполнил несколько памятников на Лычаковском кладбище.